# Ван Лей
Ван Лей (кит.: 王磊, нар. 20 березня 1981, Шанхай, Китай) — китайський фехтувальник на шпагах, срібний призер Олімпійських ігор 2004 року, чемпіон світу.

## Виступи на Олімпіадах
| Олімпіада  | Дисципліна          | Місце |
| ---------- | ------------------- | ----- |
| Афіни 2004 | індивідуальна шпага | 2     |
| Афіни 2004 | командна шпага      | 7     |
| Пекін 2008 | індивідуальна шпага | 24    |
| Пекін 2008 | командна шпага      | 4     |